# Tweede Conferentie van Moskou
De Tweede Conferentie van Moskou vond plaats van 12 augustus 1942 tot 17 augustus 1942. Het was de tweede keer dat er een conferentie tijdens de Tweede Wereldoorlog plaatsvond in de Sovjet-Unie
Op de conferentie kwamen de Verenigde Staten, het Verenigd Koninkrijk en de Sovjet-Unie bij elkaar om te spreken over de situatie in de Noord-Afrikaanse Veldtocht en over de latere landing en opening van een nieuw front in Noord-Frankrijk.
De afgevaardigde van de Verenigde Staten was Averell Harriman, terwijl premier Winston Churchill het Verenigd Koninkrijk vertegenwoordigde. De Sovjet-Unie werd vertegenwoordigd door Jozef Stalin.